# Schweiz' håndboldlandshold (herrer)
Schweiz' håndboldlandshold for mænd er det mandlige landshold i håndbold for Schweiz. Det repræsenterer landet i internationale håndboldturneringer. De reguleres af Schweiz' håndboldforbund.

## Resultater

### OL
- Nazi-Tyskland 1936: .-plads
- Sovjetunionen 1980: 8.-plads
- USA 1984: 7.-plads
- USA 1996: 8.-plads

### Verdensmesterskab
- 1954: 4.-plads
- 1961: 10.-plads
- 1964: 12.-plaes
- 1967: 14.-plads
- 1970: 15.-plads
- 1982: 12.-plads
- 1986: 11.-plads
- 1990: 13.-plads
- 1993: 4.-plads
- 1995: 7.-plads
- 2021: 16.-plads
- , ,  2025:11. plads

### Europamesterskaber
- 2002: 13. plads
- 2004: 12. plads
- 2006: 14. plads
- , ,  2020: 16. plads
- 2024: 21. plads